# (207548) 2006 LZ
207548 (2006 LZ) là một tiểu hành tinh vành đai chính được phát hiện ngày 4 tháng 6 năm 2006 bởi James Whitney Young ở Đài thiên văn Núi bàn gần Wrightwood, California.